# Conseiller militaire

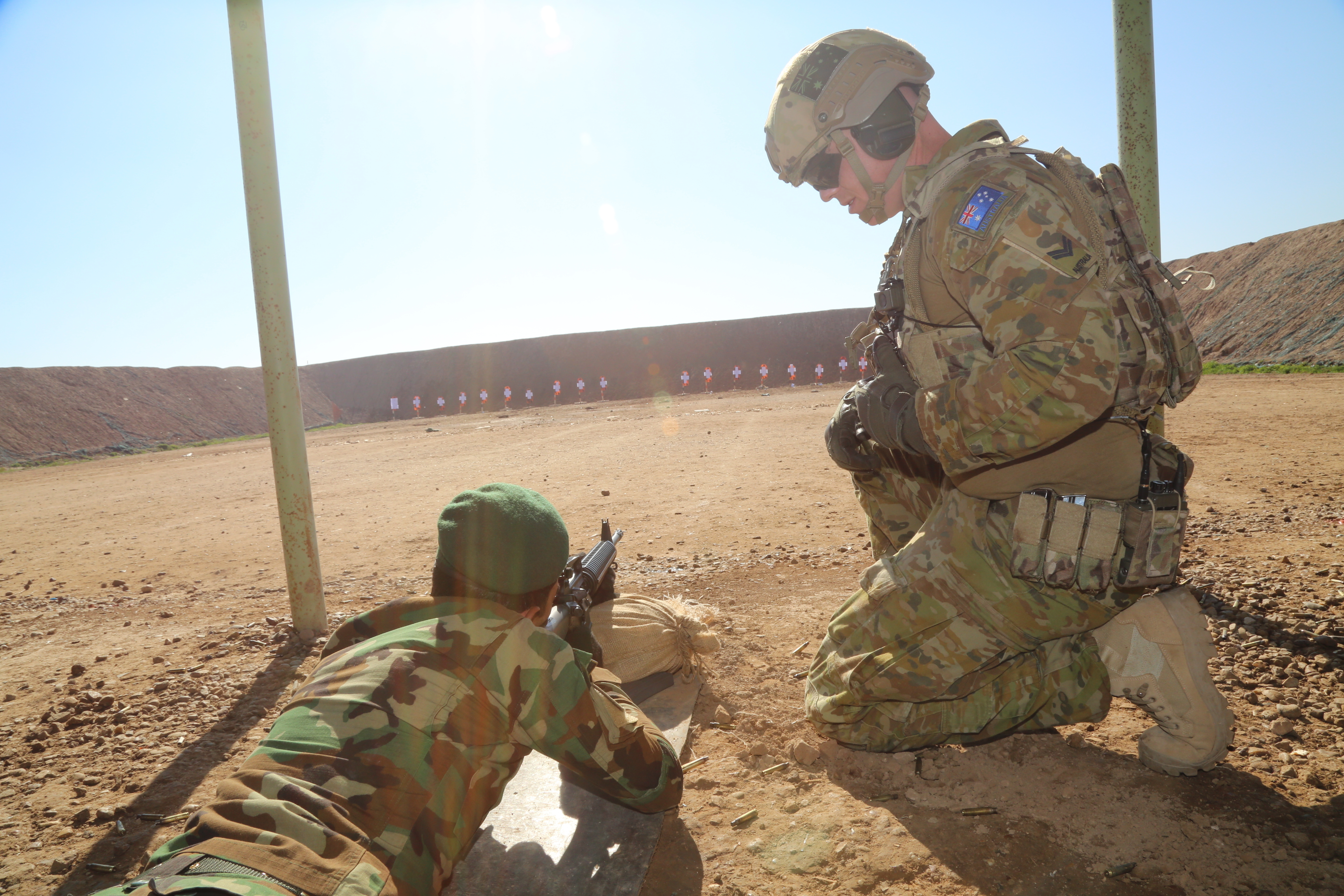
Un soldat de l'armée australienne formant un soldat de l'armée irakienne à en 2016

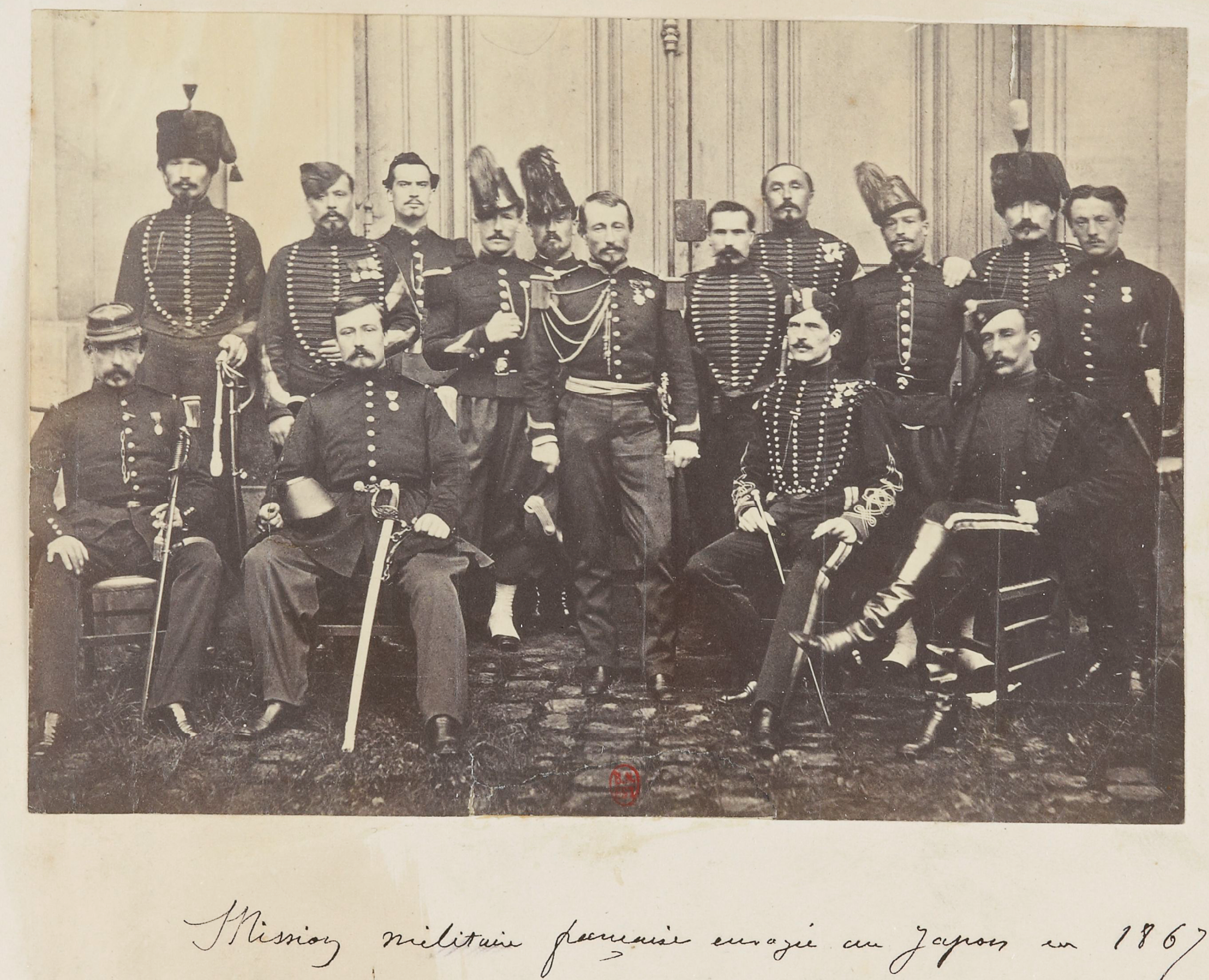
Les membres de la Mission militaire française au Japon avant leur départ en 1866

Un conseiller militaire, ou conseiller de combat, est un soldat envoyé dans un pays étranger pour aider ce pays dans sa formation militaire, son organisation et d'autres tâches militaires diverses. Ce soldat est souvent envoyé pour aider une nation sans les pertes potentielles et les ramifications politiques de la mobilisation des forces militaires pour aider une nation.